# Станіслав Відацький
Станіслав Зигмунт Відацький (пол. Stanisław Zygmunt Widacki; 27 квітня 1883, с. Баківці, нині Жидачівський район Львівська область — 1940, м. Тернопіль) — польський військовик, педагог, громадський діяч. Почесний громадянин м. Бережани (1934). Посол сейму Речі Посполитої від м. Тернопіль.

## Життєпис
Народився 27 квітня 1883 року в с. Баківці (Повіт Бібрка, Королівство Галичини та Володимирії, Австро-Угорщина, нині Жидачівський район, Львівська область, Україна). Батько — Ян Відацький, матір — Емілія з Бігалів.
Закінчив гімназію імені Франца Йозефа у м. Дрогобич (1906, нині Львівська область), навчався на філософському факультеті Львівського університету (1906—1907). Працював: учителем мови, літератури та історії в Тернопільській державній гімназії (1912); у 1912/1913 — заступник учителя у Другій тернопільській гімназії, викладав польську та німецьку мови, історію.
Від 1914 року служив у війську Австро-Угорщини, воював на російському та італійському фронтах, був тричі поранений та контужений. У 1918 році одружився з Марією Льорфрінг (пол. Maria Lorfring).
Служив у польському війську (1918), отримав ранг капітана (1919). Брав участь у боях за Львів під час польсько-української війни, боях на Малопольському і Литовсько-Білоруському фронтах (1919), дослужився до рангу підполковника (1921). Від 1929 — командир 51-го піхотного полку прикордонних стрільців у Бережанах (казарми — в приміщеннях Бережанського замку). Займався доброчинністю, опікувався сиротами.
Був обраний послом сейму II Речі Посполитої від м. Тернопіль.
Бургомістр Тернополя (від 16 квітня 1934 до 17 вересня 1939 року).
Помер в 1940 році в м. Тернопіль, замордований енкаведистами в місцевій тюрмі. За іншими даними, польська сторона вважає його жертвою «Катинської різанини», був розстріляний без суду за секретною постановою політбюро ЦК ВКП(б) від 5 березня 1940 року